# Yorktown (Virgínia)
Yorktown é uma Região censo-designada localizada no estado norte-americano de Virginia, no Condado de York.

## Demografia
Segundo o censo norte-americano de 2000, a sua população era de 203 habitantes.

## Geografia
De acordo com o United States Census Bureau tem uma área de
1,7 km², dos quais 1,7 km² cobertos por terra e 0,0 km² cobertos por água. Yorktown localiza-se a aproximadamente 22 m acima do nível do mar.

## Localidades na vizinhança
O diagrama seguinte representa as localidades num raio de 20 km ao redor de Yorktown.